# Sancristobalski jezici
San cristobalski jezici, malena skupina austronezijskih jezika koja čini podskupinu Malaitsko-san cristobalskih jezika. Govore se na Solomonskim otocima, točnije na otoku Makira ili San Cristobal. Ukupan broj govornika iznosi preko 26.200 ljudi.
Predstavnici su joj: arosi [aia], 6.750 (1999 SIL); bauro [bxa] 4.980 (1999 SIL); fagani [faf] 900 (1999 SIL); kahua [agw] 5.170 (1999 SIL); i owa [stn] 8.410 (2007 SIL)

## Vanjske poveznice
- Ethnologue (14th)
- Ethnologue (15th)